# Антрит
Антри́т, отоантри́т (лат. antrum — печера) — запалення слизових оболонок середнього вуха та сполученої з його порожниною великої комірки сосковидного відростка вискової кістки — т. зв. антруму.
Етіологія
Антрит спостерігається у ослаблених немовлят і дітей молодшого віку, спричиняється мікробами.
Ознаки
Ознаки виявленої форми А. — біль у вусі, підвищення температури тіла, почервоніння барабанної перетинки, іноді гноєтеча з вуха.
Прихована форма А., яка буває звичайно при захворюваннях органів травлення токсичноінфекційного характеру, супроводиться незначними місцевими проявами ураження вуха.

## Лікування
Лікування А.: прийом сульфаніламідних препаратів, впорскування антибіотиків; при утворенні гнояка — операція розрізу барабанної перетинки (іноді вдаються до операції на сосковидному відростку); велику роль відіграє загальне зміцнення організму дитини.